# Гандзюк Катерина Вікторівна
Катери́на Ві́кторівна Гандзю́к (17 червня 1985, Херсон — 4 листопада 2018, Київ) — українська громадська й політична діячка, депутатка Херсонської обласної ради V скликання та Херсонської міської ради VI скликання, в. о. керівника справами виконавчого комітету Херсонської міськради, радниця мера Херсона, національна волонтерка ООН, аспірантка Національної академії державного управління при Президентові України, громадська активістка у сфері доступу до публічної інформації, координаторка Центру політичних студій та аналітики в Херсонській області.
Загинула внаслідок нападу, що стався 31 липня 2018 року.
Напад на Гандзюк та відсутність результатів розслідування дали початок всеукраїнській акції «Хто замовив Катю Гандзюк?» — дописи, графіті та банери цього змісту з'явилися на сторінках соцмереж, стінах будинків і трибунах стадіонів України.
Після загибелі Гандзюк Українська школа політичних студій у 2018 заснували Щорічну стипендію за громадянську позицію ім. Катерини Гандзюк (на участь в УШПС).

## Життєпис
Народилася 17 червня 1985 року в місті Херсон. З 2002 по 2006 рік навчалася у Херсонському державному університеті. У 2008 році закінчила Київський національний економічний університет. У 2016 році — Національну академію державного управління при Президентові України.

### Громадська та політична діяльність
З 2003 року активістка партії «Батьківщина». Очолювала обласну громадську організацію «Батьківщина молода».
2004 — учасниця Помаранчевої революції.
2006 — обрана депутаткою Херсонської облради від БЮТ.
2012 — стала співзасновницею Агенції громадянської журналістики «МОСТ» та сайту most.ks.ua. Сайт став майданчиком, що висвітлював проблеми місцевої політики, а пізніше став єдиним у регіоні ЗМІ, що сконцентрувався на моніторингу державних закупівель та витрачанні публічних фінансів. Команда Агенції громадянської журналістики «МОСТ» займалася антикорупційними та моніторинговими дослідженнями на Херсонщині.
З 2012 року, працюючи у проєкті «Молоді футбольні волонтери: Спорт і волонтерство для Цілей розвитку тисячоліття» ПРООН, займалася розвитком спорту у сільських районах Херсонщини, працюючи зі школярами та шкільними вчителями фізкультури.
Активна учасниця Євромайдану в Херсоні. Активно протистояла спробам розпочати у Херсоні «російську весну».
Після початку тимчасової анексії Криму та початку війни на Донбасі опікувалася вимушеними переселенцями. Працюючи помічницею із питань правового захисту Управління Верховного комісара ООН у справах біженців у Херсонській області, започаткувала волонтерський рух зі збору коштів для придбання взуття дітям переселенців.
У травні 2014 року Катерина Гандзюк обрана депутаткою Херсонської міської ради за списком політичної партії «Батьківщина».
У вересні 2015 року була виключена з партії «Батьківщина».
З 2016 року входила до волонтерської групи Itchy Trigger Finger Ukrainians, що займається розробкою та розповсюдженням патріотичної зовнішньої реклами, спрямованої на населення окупованого Криму.
У листопаді 2016 року призначена на посаду радниці Херсонського міського голови та в.о. керівниці справами Виконавчого комітету Херсонської міської ради.
З огляду на активну життєву позицію Гандзюк протягом тривалого часу перебувала в конфлікті з проросійськими силами регіону, серед яких організація «Український вибір» Медведчука, КПУ, КОБ, Рух Екстериторіальних Громад.[джерело?]
З 2017 року в конфлікт було втягнуто правоохоронців, які відверто підтримували, охороняли та надавали організаційну допомогу сепаратистським рухам Херсонщини. Зокрема, Катерина Гандзюк відкрито і неодноразово заявляла про свавілля організатора «русских пробежек» в Херсоні Кирила Стремоусова. Останній у грудні 2017 став очільником Соцпартії у Херсонській області та координує свою діяльність з очільником партії Іллею Кивою. Стремоусов влаштовував сутички та провокації під час засідань сесії Херсонської міської ради. В ході сутичок Стремоусов застосував фізичну силу до поліціянтів, на що правоохоронці не реагували. Також Стремоусов організовував популістські мітинги з метою викликати недовіру до органів державної влади та місцевого самоврядування.
2 грудня 2017 року активісти в Херсоні зірвали лекцію депутата Миколаївської обласної ради Максима Невінчаного, який також є головою Миколаївської територіальної ради громадської організації «Український вибір». Серед вуличних протестувальників була помічена і Катерина Гандзюк, яка розкритикувала дії херсонської поліції.
Гандзюк також мала конфлікт з начальником Управління захисту економіки в Херсонській області Департаменту захисту економіки Національної поліції України Артемом Антощуком. 14 вересня 2017 року вона звинуватила його в корупції і вимаганні. Антощук подав позов проти Гандзюк про захист честі і гідності, який частково задовольнили. Внаслідок гучного медіаскандалу Антощук втратив посаду.
У квітні 2018 року Гандзюк оприлюднила інформацію про те, що майже 200 громадян з підробними «посвідченнями журналістів» отримали в обласній поліції дозволи на володіння травматичною та газовою зброєю у 2014—2018 роках.
Катерина Гандзюк сприяла відродженню футбольного клубу «Кристал» у Херсоні після того, як він припинив своє професійне існування в 2017 році. У межах своїх повноважень допомагала розвитку не тільки самої футбольної команди, а й також розвитку фанруху «Кристалу» в місті.

### Професійна діяльність
- 2006 — ГО «Ейдос» (Центр політичних студій та аналітики), менеджерка проєктів, голова регіонального відділення у Херсоні;
- 2008 — Інститут психології, соціології та історії Херсонського державного університету, керівниця групи практики;
- 2008—2012 — спеціалістка Молодіжного центру праці при управлінні молоді та спорту Херсонської обласної державної адміністрації;
- 2011—2012 — менеджерка проєктів Фундації підтримки громадянської активності;
- 2012 — спеціалістка із розвитку волонтерства серед молоді Фонду Народонаселення ООН в Україні[16];
- 2012—2016 — член програмної ради «Демократична практика» Міжнародного фонду «Відродження»;
- 2014 — старша помічниця із питань правового захисту Управління Верховного комісара ООН у справах біженців у Херсонській області[17];
- 2015 — консультантка проєкту Міжнародної організації з міграції в Херсоні;
- листопад 2016 — призначена виконувачкою обов'язків керівника справами виконавчого комітету Херсонської міської ради.[18]

## Напад та смерть

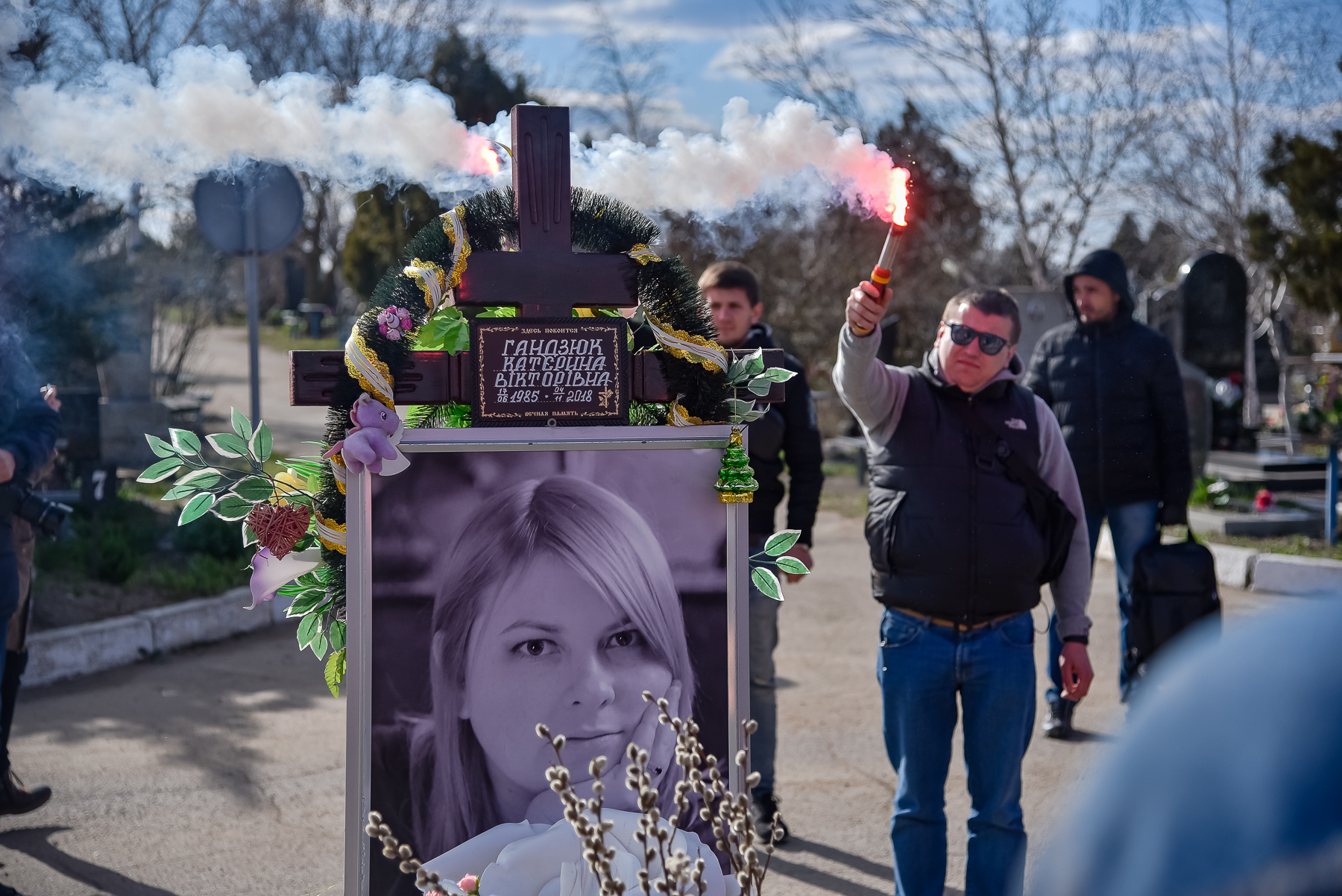
Могила Катерини Гандзюк на Херсонському міському кладовищі

Катерина Гандзюк померла 4 листопада 2018 року на 34-му році життя. За попередньою інформацією, причиною смерті став тромбоз. Наступного дня активісти повідомили офіційну причину смерті: «поліорганна недостатність; хімічні опіки із залученням 30-39 % тіла; напад з використанням хімічної речовини з метою вбивства чи нанесення ушкоджень».
Похована на Херсонському міському кладовищі.

## Реакція міжнародної спільноти
Відразу за кілька годин після нападу українське представництво міжнародного антикорупційного руху Transparency International виступило з вимогою про результативне розслідування справи.
30 серпня 2018 року посол Канади в Україні відвідав Гандзюк у лікарні. Він назвав напад на активістку злочином проти гідності. «Порозмовляв з нею і батьком. З обнадійливого: медична опіка й тверда воля Каті видужати. Не послам розслідувати #хтозамовив; для цього є численні правоохоронні органи. Таке варварське полювання на активістів — злочин проти гідності», — написав Роман Ващук.
20 січня 2019 року посолка Франції Ізабель Дюмон заявила, що вбивство Гандзюк змусило засумніватися у змінах в Україні та її суспільстві.
7 березня 2019 у Вашингтоні вшанували пам'ять Катерини Гандзюк під час церемонії нагородження жінок Міжнародною премією за відвагу.
22—24 березня 2019 у Варшаві батько Катерини Гандзюк, Віктор, та громадський активіст Віталій Устименко, на якого в червні 2018 року було вчинено замах, зустрічались із депутатами польського Сейму, представниками OSCE, журналістами та в прямому ефірі телеканалу TVN розповідали Європі про справжній стан розслідування справи Гандзюк та (не)безпеку для громадських активістів в Україні.
25 квітня 2019 року США нагородили Катерину Гандзюк міжнародною відзнакою «Women of Courage» за невтомні зусилля по боротьбі із корупцією та захистом свободи та демократії в Україні посмертно. Нагороду замість загиблої отримував її батько Віктор Гандзюк.

## Покарання для нападників
26 червня 2023 року був винесений вирок суду, що тривав понад три роки над Владиславом Мангером та Олексієм Левіним, що були причетними до вбивства. Мангера визнали винним у замовленні нападу, а Левіна — в організації. Їм присудили по 10 років позбавлення волі. У Генпрокуратурі повідомили, що Мангера та Левіна визнано винними у замовленні та організації вчинення за попередньою змовою групою осіб умисного тяжкого тілесного ушкодження у спосіб, що має характер особливого мучення та спричинив смерть потерпілої Катерини Гандзюк (ч. 3 ст. 27, ч. 2 ст. 28, ч. 2 ст. 121 КК України).

## Пам'ять
- 22 лютого 2019 року Херсонська міська рада перейменувала вулицю Лютеранську на вулицю ім. Катерини Гандзюк[30]. Проте 27 серпня 2020 року Верховний Суд скасував перейменування[31].
- 10 листопада 2022 року Київська міська рада у рамках процесу дерусифікації перейменувала вулицю Біломорську на вулицю Катерини Гандзюк[32][33].